# Lámbros Foundoúlis
Lámbros Foundoúlis (en grec : Λάμπρος Φουντούλης), né le 23 janvier 1961 à Néa Ionía, est un homme politique grec, membre de l'Aube dorée jusqu'en 2019.

## Biographie
Lámbros Foundoúlis s'engage en politique après la mort de son fils Geórgios Foundoúlis (el), militant de l'Aube dorée abattu en novembre 2013 par des assaillants non identifiés.
Il est élu député européen le 25 mai 2014.